# 扎克·史蒂芬
扎卡里·托馬斯·史蒂芬（英語：Zackary Thomas Steffen；1995年4月2日—），美國職業足球員，司職守門員，現効力於科罗拉多急流。

## 俱樂部生涯
史蒂芬出生在賓夕法尼亞州，母親當年從德國移居到美國，他在2015年的時候就轉投弗賴堡。
在2017年美國職業足球大聯盟杯季後賽第一輪對陣亞特蘭大聯的比賽中，他在120分鐘的規則和加時賽中8次撲救，在點球大戰中2次撲出點球，幫助球隊晉級。
2019年他從哥倫布機員轉會到英超球隊曼城，為了給他更多的比賽時間，瓜迪奥拉將他外租到杜塞爾多夫， 2019-20賽季在德甲史蒂芬完成了17次首發。在2020年12月9日，曼城對陣馬賽的歐冠小組賽中首次代表球隊出場。 2021年1月3日，在斯坦福橋球場對陣切爾西的比賽中首發出場，完成了個人的英超首秀。

## 榮譽
曼城
- 英超冠軍 : 2020–21, 2021–22[8]
- 英格蘭聯賽盃冠軍 : 2020–21[9]

美國國家隊
- 中北美洲及加勒比海國家聯賽冠軍 : 2019-20

## 外部連結
- 扎克·斯蒂芬 （页面存档备份，存于）在US Soccer中的档案（英文）
- Soccerway資料庫：扎克·史蒂芬